# Funchalia villosa
Funchalia villosa är en kräftdjursart som först beskrevs av Eugène Louis Bouvier 1905.  Funchalia villosa ingår i släktet Funchalia och familjen Penaeidae. Inga underarter finns listade i Catalogue of Life.